# Anastasija Piwowarowa
Anastasija Olegowna Piwowarowa (ros. Анастасия Олеговна Пивоварова; ur. 16 czerwca 1990 w Moskwie) – rosyjska tenisistka o statusie profesjonalnym.

## Kariera tenisowa
Ma na koncie dziesięć wygranych turniejów ITF w grze pojedynczej i siedem w grze podwójnej.
W 2008 roku zakwalifikowała się do turnieju głównego gry pojedynczej kobiet podczas wielkoszlemowego US Open, przegrała jednak w pierwszej rundzie z rozstawioną z numerem piętnastym Patty Schnyder. W 2010 roku osiągnęła swój największy sukces w karierze, docierając do trzeciej rundy French Open. Wygrała kwalifikacje, pokonując Claire de Gubernatis, Bojanę Jovanovski i Michaellę Krajicek, a w turnieju głównym pokonała Ralucę Olaru i Zheng Jie, po czym przegrała z Samanthą Stosur i odpadła z turnieju.

## Wygrane turnieje rangi ITF
| turnieje z pulą nagród 100 000 $ |
| turnieje z pulą nagród 75 000 $  |
| turnieje z pulą nagród 50 000 $  |
| turnieje z pulą nagród 25 000 $  |
| turnieje z pulą nagród 15 000 $  |
| turnieje z pulą nagród 10 000 $  |

### Gra pojedyncza
|     | Data       | Turniej       | Kat. | ($)    | Naw.      | Finalistka           | Wynik               |
| 1.  | 13/08/2005 | Moskwa        | ITF  | 10 000 | ziemna    | Olga Panowa          | 7:6(1), 7:6(4)      |
| 2.  | 06/05/2007 | Bournemouth   | ITF  | 10 000 | ziemna    | Amanda Elliot        | 6:1, 6:0            |
| 3.  | 03/06/2007 | Moskwa        | ITF  | 25 000 | ziemna    | Jekatierina Makarowa | 6:3, 7:5            |
| 4.  | 25/08/2007 | Moskwa        | ITF  | 25 000 | ziemna    | Anna Łapuszczenkowa  | 6:3, 6:4            |
| 5.  | 13/01/2008 | St. Leo       | ITF  | 25 000 | twarda    | Audra Cohen          | 6:4, 6:0            |
| 6.  | 15/05/2011 | Saint-Gaudens | ITF  | 50 000 | ziemna    | Arantxa Rus          | 7:6(4), 6:7(3), 6:2 |
| 7.  | 01/06/2014 | Tarsus        | ITF  | 10 000 | ziemna    | Melis Sezer          | 6:1, 6:2            |
| 8.  | 06/03/2016 | Mildura       | ITF  | 25 000 | trawiasta | Barbora Štefková     | 6:4, 4:6, 7:5       |
| 9.  | 22/05/2016 | Zhengzhou     | ITF  | 50 000 | twarda    | Lu Jingjing          | 6:4, 6:4            |
| 10. | 02/12/2017 | Santiago      | ITF  | 15 000 | ziemna    | Fernanda Brito       | 6:2, 4:6, 6:3       |